# Mariahilfberg (Gutenstein)

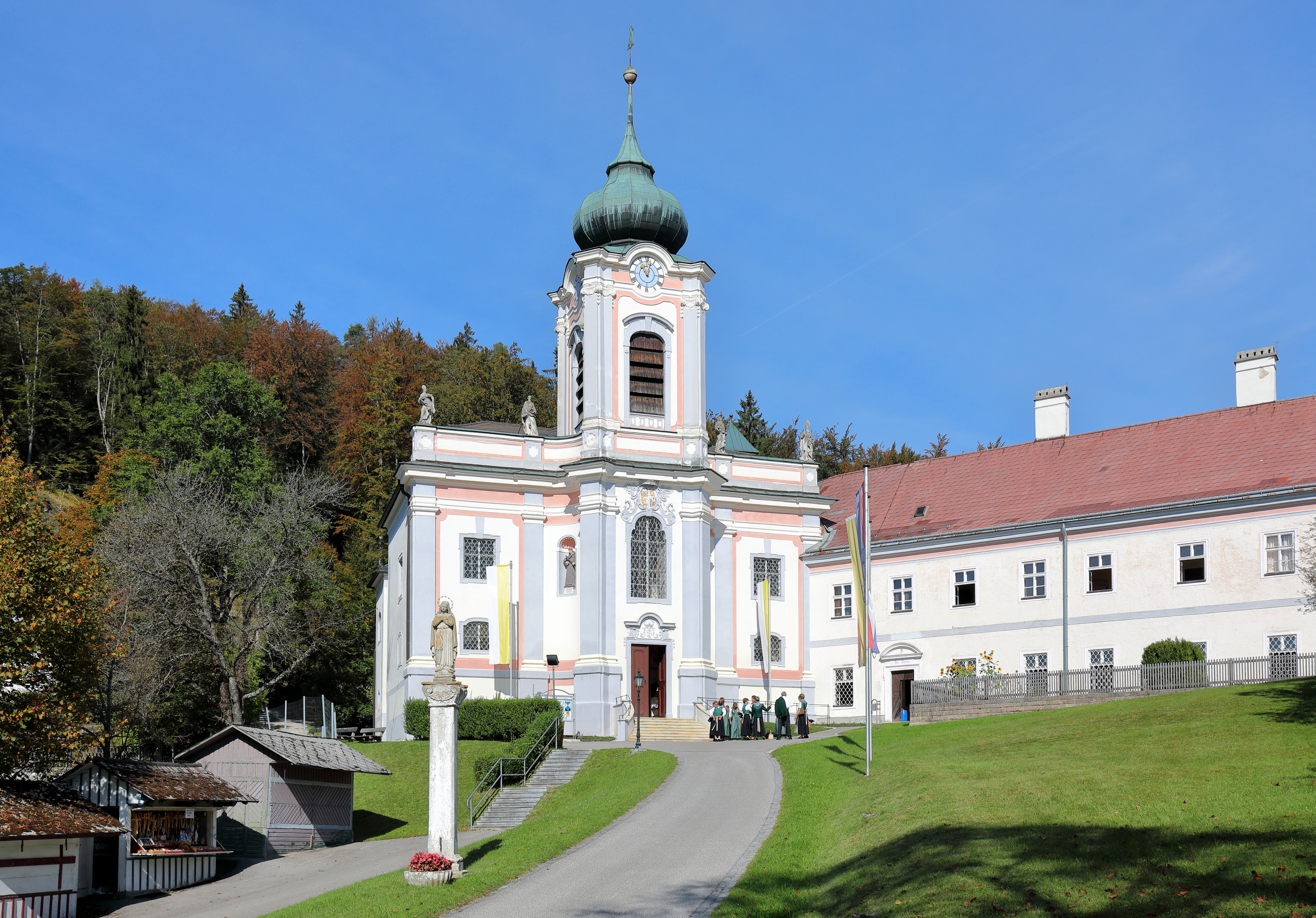
Wallfahrtskirche Mariahilfberg mit dem Servitenkloster Mariahilfberg

Der Weiler Mariahilfberg (auch Mariahilferberg) bei Gutenstein ist ein Wallfahrtsort im südlichen Niederösterreich auf einem Sattel unterhalb des 818 Meter hohen Residenzberges gelegen. Auf dieser Anhöhe (708 m ü. A.) befinden sich die Wallfahrtskirche Mariahilfberg, ein Servitenkloster, ein Kreuzweg mit heiligem Grab, eine Eremitage, weitere sakrale Kleindenkmäler und ein paar profane Bauten.

## Entstehung als Wallfahrtsort
Mitte des 17. Jahrhunderts wurde an diesem Ort eine Wallfahrtskirche gegründet, nachdem hier einige als Wunder gedeuteten Ereignisse stattgefunden hatten. Ausgangspunkt dieser Wunder war eine an einer Buche befestigte Abbildung der heiligen Gnadenmutter, eine Kopie des Gnadenbildes von Mariazell. Das Bildnis selbst wurde aufgrund eines Traumes des Schmiedes und Marktrichters von Gutenstein, der sich siebenfach wiederholte, angefertigt und ebendort im Jahre 1661 an einem Baum befestigt. Bei diesem Bildnis gab es 1664 mehrfach bezeugte wundersame Lichterscheinungen und das Erscheinen einer weißen Taube, die als Heiliger Geist gedeutet wurde. Zudem wurde die Heilung des gelähmten Armes eines Einheimischen auf die Anrufung der „Madonna von Bruchschach“, so der damalige Name, zurückgeführt. Die Nachricht über diese Ereignisse verbreitete sich rasch und schon bald war der Ort Ziel von Wallfahrern und Heil Suchenden. Laut Adressbuch von Österreich waren im Jahr 1938 in Mariahilfberg ein vier Devotionalienhändler, drei Gastwirte und ein Gemischtwarenhändler ansässig. Heute befindet sich das Gnadenbild im Hochaltar, zur Verehrung kann es herausgenommen werden. Eine Kopie des Bildes befindet sich auf der Kirchturmspitze der Wallfahrtskirche, mit einer Metallverkleidung vor Wind und Wetter geschützt.

## Wallfahrtskirche Mariahilfberg

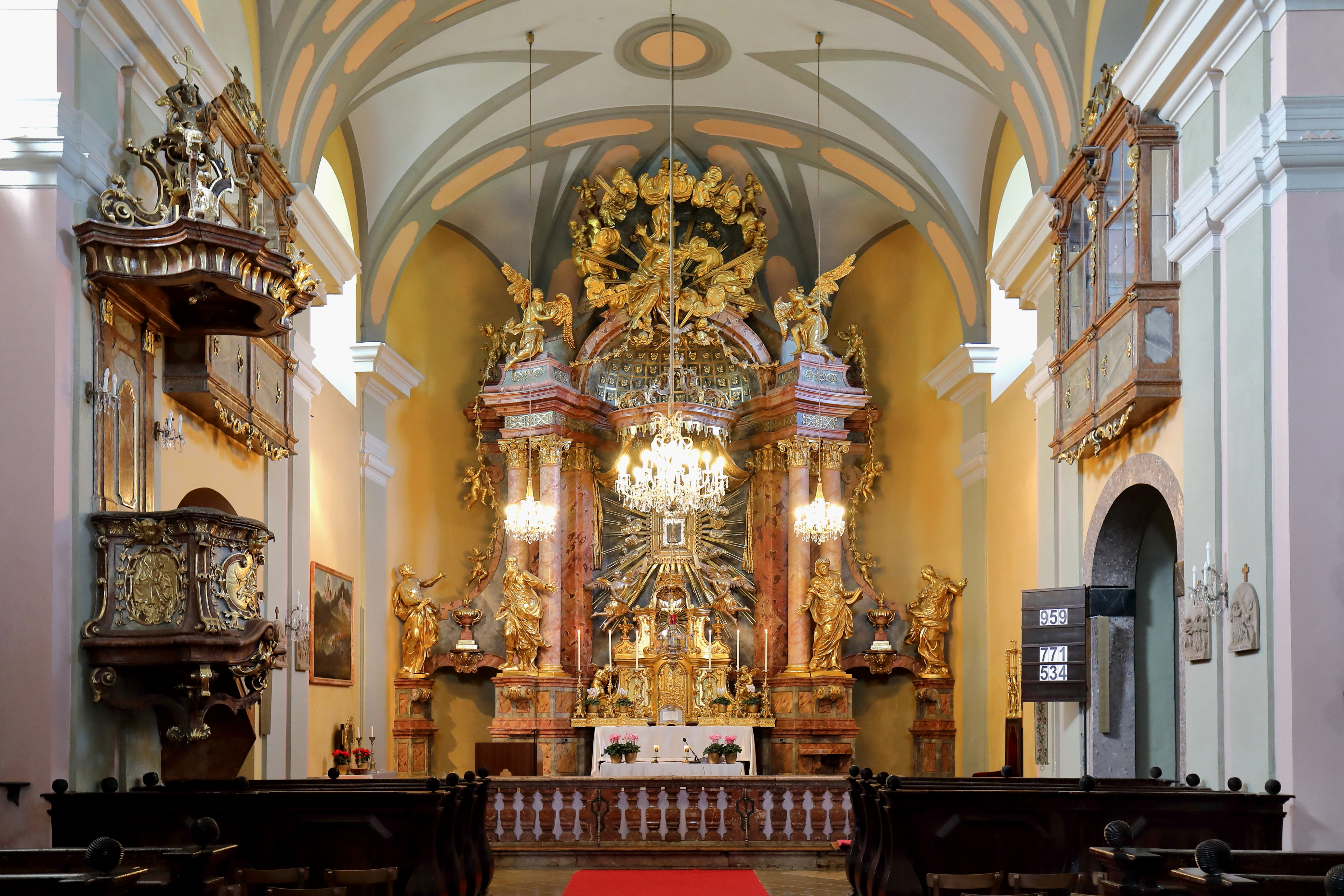
Hochaltar

Aufgrund der Ereignisse und der zunehmenden Wallfahrtstätigkeit wurde im Jahre 1665 eine erste hölzerne Kapelle an jener Stelle errichtet, an der auch die heutige Wallfahrtskirche steht. Aufgrund eines Gelübdes nach einem Jagdunfall ließ der Besitzer der Herrschaft Gutenstein, Johann Balthasar II., Graf von Hoyos, im Jahre 1668 den Bau einer Wallfahrtskirche initiieren. Im selben Jahr wurden auch die Wunder, die sich an diesem Ort zugetragen haben, durch Papst Clemens IX. bestätigt. Am 25. Mai 1688 wurde die Kirche durch Kardinal Leopold von Kollonitsch als Kirche zur „hilfreichen Jungfrau Maria“ eingeweiht. Im Jahre 1708 wurde die Kirche durch einen Brand schwer beschädigt, sie wurde auf Betreiben des Reichsgrafen Philipp Josef Hoyos im Jahre 1724 neu errichtet und gleichzeitig vergrößert. Die neuerliche Einweihung erfolgte im Jahre 1727. Die barocke Anlage zeigt in ihrer heutigen Erscheinungsform eine zurückhaltend dekorierte Kirchenfassade mit einem von einem Zwiebelhelm bekrönten Mittelturm.
Am Gesims befinden sich vier Steinfiguren, die die Heiligen Gregor, Joachim, Augustinus und die heilige Anna darstellen.
Der Innenraum ist eine einschiffige Halle, der ein dreijöchiges Querschiff mit je zwei seitlichen Altarnischen vorgebaut wurde (die Erweiterung aus dem Jahre 1727). Links befindet sich der sogenannte Armenseelenaltar und rechts der Schmerzensmutteraltar. Hinter der Kanzel mit Darstellung des Evangelisten Johannes befindet sich der Chorraum mit barockem Oratorium. Am Hochaltar ein Gemälde der Himmelskönigin Maria, über der das wundertätige Bild des Wallfahrtsortes schwebt.

## Das Servitenkloster

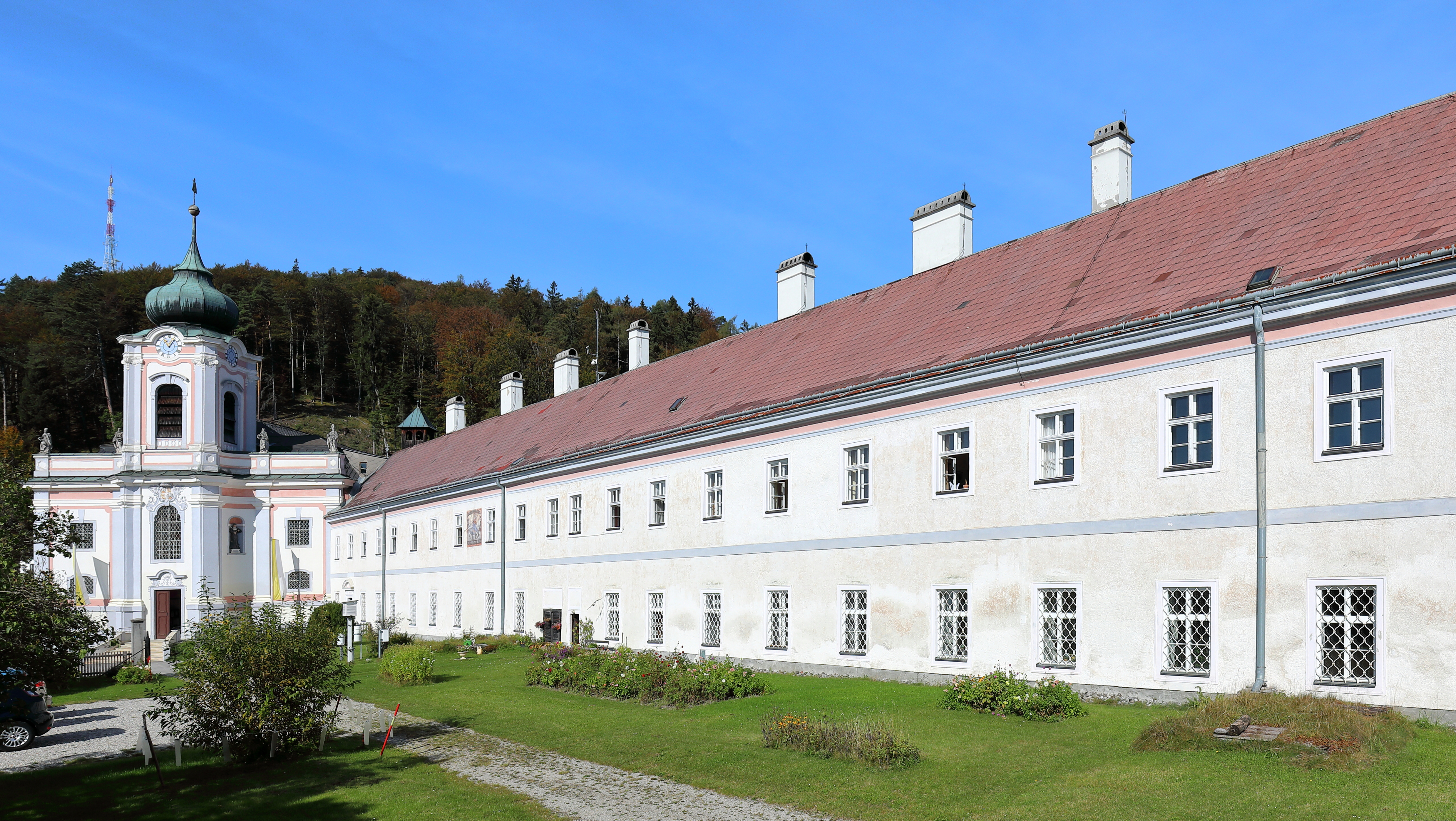
Servitenkloster

Im Jahr 1672 übertrug Johann Balthasar II., Graf von Hoyos, den Serviten die Betreuung der Wallfahrtskirche. Drei Jahre danach 1675 stiftete er ihnen ein Kloster. Diese ließen von 1679 bis 1685 im stumpfen Winkel im Südosten an die Vorhalle der Wallfahrtskirche einen langgestreckten, zweigeschoßigen Bau durch den Maurermeister Peter Baron und dem Zimmermeister Mathias Nietl errichten. Nach einem dritten Stiftsbrief wurde 1724 das Klostergebäude um vier Fensterachsen verlängert. Das Gebäude besitzt wertvolle Stuckdecken aus der Erbauungszeit, speziell im Sommerrefektorium.

## Weitere sakrale Kleindenkmäler in der Umgebung

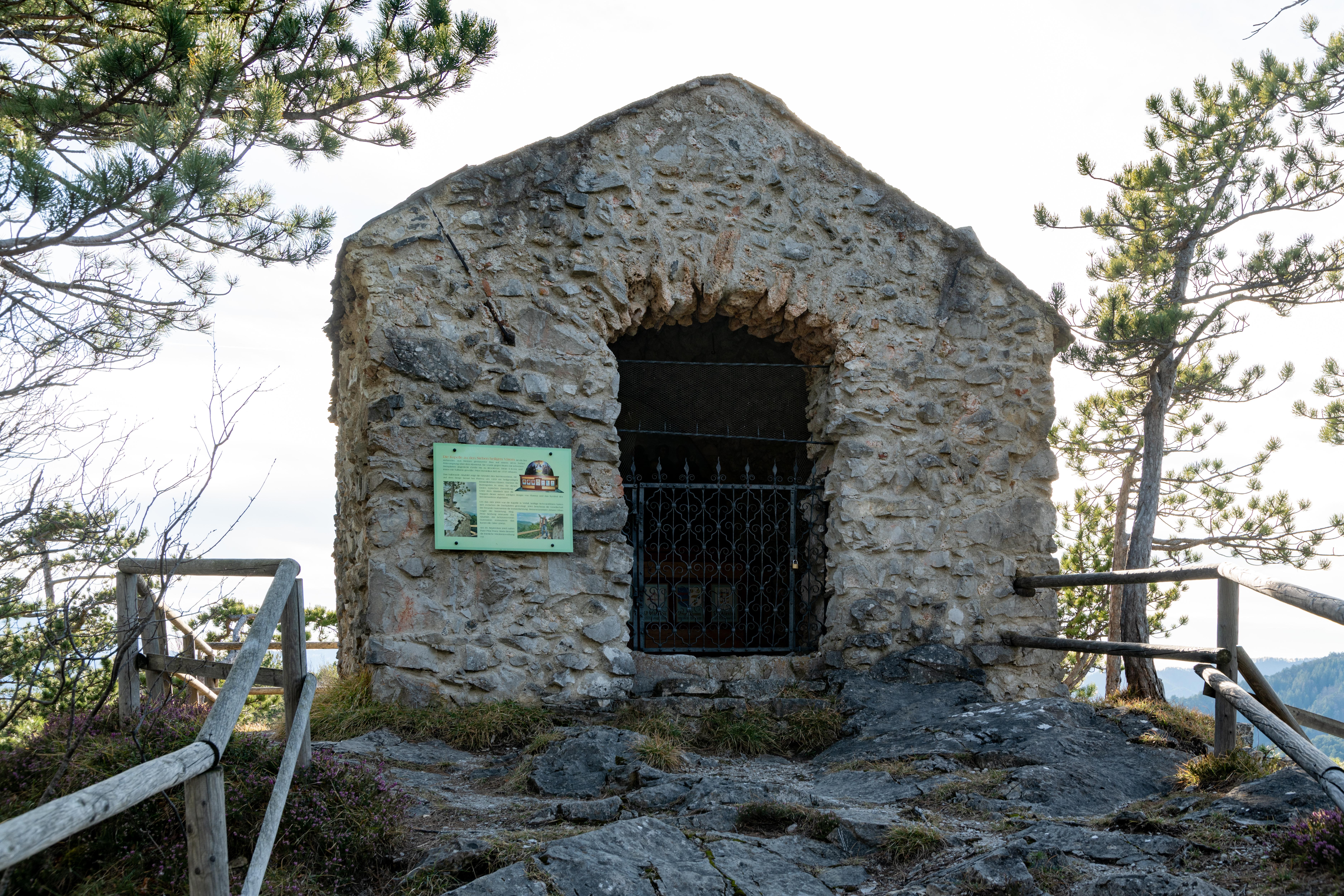
Kapelle zu den sieben heiligen Vätern

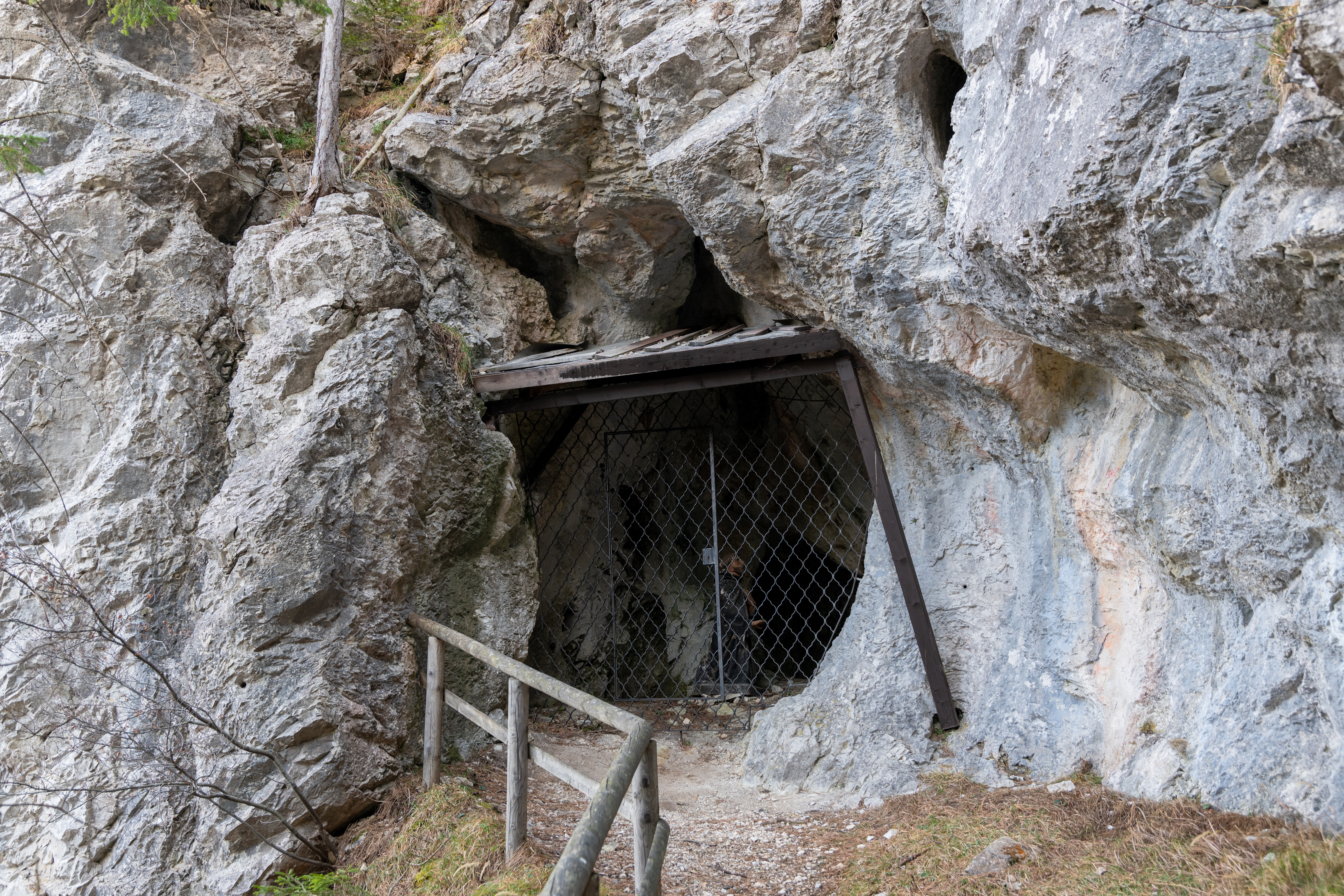
Einsiedlerhöhle

- Vom Ort Gutenstein führt ein Andachtsweg (der Wurzelweg) hinauf zur Wallfahrtskirche, an dem Stationen aus dem Leben der heiligen Jungfrau Maria auf Bildsäulen dargestellt sind.
- Von der Wallfahrtskirche führt ein Kreuzweg entlang des Residenzberges mit kleinen Kapellen zu einem Nachbau des heiligen Grabes von Jerusalem.
- An der Nordseite des Residenzberges und südlich der Wallfahrtskirche gibt es einige Höhlen und Felsüberhänge im porösen Kalkstein,  in denen sich Darstellungen von Heiligen und Engeln befinden, so zum Beispiel die Magdalenenhöhle mit der figürlichen Darstellung der heiligen Magdalena.
- Auf einem Felsvorsprung steht die im Jahr 1737 errichtete Kapelle zu den sieben heiligen Vätern. Die Bruchsteinkapelle besteht außen aus bis zu 80 × 80 cm großen Steinplatten und ist innen mit Tuffstein gewölbt. Das Altarbild zeigt die Gründerväter des Servitenordens und die Muttergottes. In den Jahren 2001 und 2002 wurde die Kapelle restauriert.
- Knapp unterhalb und westlich des Gipfels des Residenzberges befindet sich die Einsiedlerhöhle. Es handelt sich um einen Nachbau der Eremitage von Philippus Benitius dem zweiten Gründer und Erneuerer des Servitenordens.

## Sonstige Einrichtungen und Anmerkungen
- Unweit der Eremitage der Raimundsitz. An dieser Stelle soll der Dichter Ferdinand Raimund regelmäßig die Natur und den Ausblick auf den Schneeberg genossen haben.
- Die für Wallfahrtsorte typischen Andenkenstände zum Verkauf von Devotionalien und Kerzen.
- Mehrere gastronomische Einrichtungen.
- Ein Tiergehege mit Schafen, Ziegen und Hühnern.
- Am Gipfel des Residenzberges befindet sich ein Sendeturm des Österreichischen Rundfunks.
- Vom Eingang der Kirche aus hat man einen grandiosen Fernblick auf den Schneeberg.